# Ahde Vefa
Az Ahde Vefa Tarkan török énekes 2016. március 11-én megjelent kilencedik stúdióalbuma, és első török műdalokat feldolgozó lemeze. Törökországban 272 500 példányban fogyott. A lemezt a 43. Arany Pillangó díjkiosztón (Altın Kelebek Ödülleri) a legjobb projektnek járó díjjal jutalmazták.

## Számlista
| 1.    | Rindlerin Akşamı (Dönülmez Akşamın Ufkundayız) | Yahya Kemal Beyatlı    | Münir Nurettin Selçuk | 5:08 |
| 2.    | Olmaz İlaç Sine-i Sad Pareme                   | Namık Kemal            | Hacı Arif Bey         | 3:23 |
| 3.    | Söyleme Bilmesinler                            | İlkan San              | Selahattin Altınbaş   | 3:29 |
| 4.    | Enginde Yavaş Yavaş                            | Vecdi Bingöl           | Saadeddin Kaynak      | 3:12 |
| 5.    | Nasıl Geçti Habersiz                           | Nihat Aşar             | Teoman Alpay          | 4:54 |
| 6.    | Kadehinde Zehir Olsa                           | Hikmet Münir Ebcioğlu  | Erol Sayan            | 3:30 |
| 7.    | Veda Busesi                                    | Orhan Seyfi Orhon      | Yusuf Nalkesen        | 3:38 |
| 8.    | Sevmekten Kim Usanır                           | Hikmet Münir Ebcioğlu  | Teoman Alpay          | 3:54 |
| 9.    | Aşk Bu Değil Mi                                | Mehmet Erdoğan Berker  | Mehmet Erdoğan Berker | 4:30 |
| 10.   | Islak Daha Islak Öp Beni                       | Ümit Yaşar Oğuzcan     | Rüştü Şardağ          | 3:45 |
| 11.   | Akşam Oldu Hüzünlendim Ben Yine                | Ahmet Zenci Cengizoğlu | Semahat Özdenses      | 2:56 |
| 12.   | Zeytin Gözlüm                                  | Hüceste Aksavrın       | Selahattin İçli       | 3:19 |
| 13.   | Kara Bulutları Kaldır Aradan                   | Ramazan Gökalp Arkın   | Saadeddin Kaynak      | 4:03 |
| 49:41 |                                                |                        |                       |      |